# Валя-Шошій
Валя-Шошій (рум. Valea Șoșii) — село у повіті Бакеу в Румунії. Входить до складу комуни Подурі.
Село розташоване на відстані 227 км на північ від Бухареста, 32 км на захід від Бакеу, 111 км на південний захід від Ясс, 114 км на північний схід від Брашова.

## Населення
За даними перепису населення 2002 року у селі проживали 1453 особи. Усі жителі села рідною мовою назвали румунську.
Національний склад населення села:
| Національність | Кількість осіб | Відсоток |
| -------------- | -------------- | -------- |
| румуни         | 1255           | 86,4%    |
| цигани         | 197            | 13,6%    |